# Cercospora resedae
Cercospora resedae är en svampart som beskrevs av Fuckel 1866. Cercospora resedae ingår i släktet Cercospora och familjen Mycosphaerellaceae.   Inga underarter finns listade i Catalogue of Life.